# Parafia Wniebowzięcia Najświętszej Maryi Panny w Tucznie
Parafia pw. Wniebowzięcia Najświętszej Maryi Panny w Tucznie – rzymskokatolicka parafia należąca do dekanatu Mirosławiec, diecezji koszalińsko-kołobrzeskiej, metropolii szczecińsko-kamieńskiej. Została utworzona w 1607 roku. Siedziba parafii mieści się przy ulicy Moniuszki.

## Miejsca święte

### Kościół parafialny
Kościół pw. Wniebowzięcia Najświętszej Maryi Panny w Tucznie
Kościół parafialny został zbudowany w latach 1522–1528, w stylu późnego gotyku, poświęcony w 1660.

### Kościoły filialne i kaplice
- Kościół pw. Matki Boskiej Różańcowej w Martwi
- Kościół pw. Nawiedzenia Najświętszej Maryi Panny w Strzalinach
- Kościół pw. św. Józefa Rzemieślnika w Zdbowie
- Kaplica w domu Sióstr Elżbietanek w Tucznie